# Elvira Gascón Pérez
Elvira Gascón Pérez (Almenar de Soria, 17 de maig de 1911 - Ciutat de Mèxic, 10 de febrer de 2000) va ser una pintora i professora de l'exili republicà espanyol.

## Biografia

### Inicis
La seva infància va transcórrer a Màlaga. La seva primera formació va ser com a professora: la va rebre a l'Escola Normal de Magisteri de Guadalajara i posteriorment va estudiar a l'Escola Superior de Pintura, Escultura i Gravat de Madrid per ser professora de dibuix. El 1935 va començar a fer classes a l'Escola d'Arts i Oficis de Madrid.
El 1929 va ingressar a la Reial Acadèmia de Belles Arts de Sant Fernando, on va estudiar pintura, estudis que conclouria el 1935, poc abans del cop d'estat.
Després de l'esclat de la guerra civil, va treballar en la Junta de Confiscació, Protecció i Salvament del Tresor Artístic, organisme creat per protegir el Patrimoni Cultural Espanyol. Allí va conèixer l'artista Roberto Fernández Balbuena, amb qui es va casar.

### Exili
A causa de la situació política a Espanya, es va exiliar a la ciutat de Mèxic al novembre de 1939, on va ser ben rebuda pel cercle d'intel·lectuals exiliats. Va treballar com a il·lustradora al Fons de Cultura Econòmica, la Revista Mexicana de Cultura i Mèxic en la Cultura. Les seves obres van servir per il·lustrar més de cent cinquanta llibres i va treballar de prop amb escriptors de la talla d'Alfonso Reyes. La seva carrera artística va continuar en el muralisme, on va desenvolupar un estil propi conegut com a “hel·lenisme picassià”. La seva obra està present en diversos edificis públics. Va ser membre de la Unió de Dones Espanyoles a Mèxic (UME), on va participar en campanyes per a la comunitat d'exiliats.

## Exposicions
Va participar en 28 exposicions individuals i 45 de col·lectives; entre les quals:
- 1955, Galería El Cuchitril
- 1957, Jornadas de Arte Religioso
- 1960, I Festival Mexicano de Artes Plásticas
- 1977, Palacio de Bellas Artes

## Obra
- Epifanía (Iglesia de la Medalla Milagrosa)
- San José de la Virgen (Convento de los Padres Josefinos)